# 海東書院

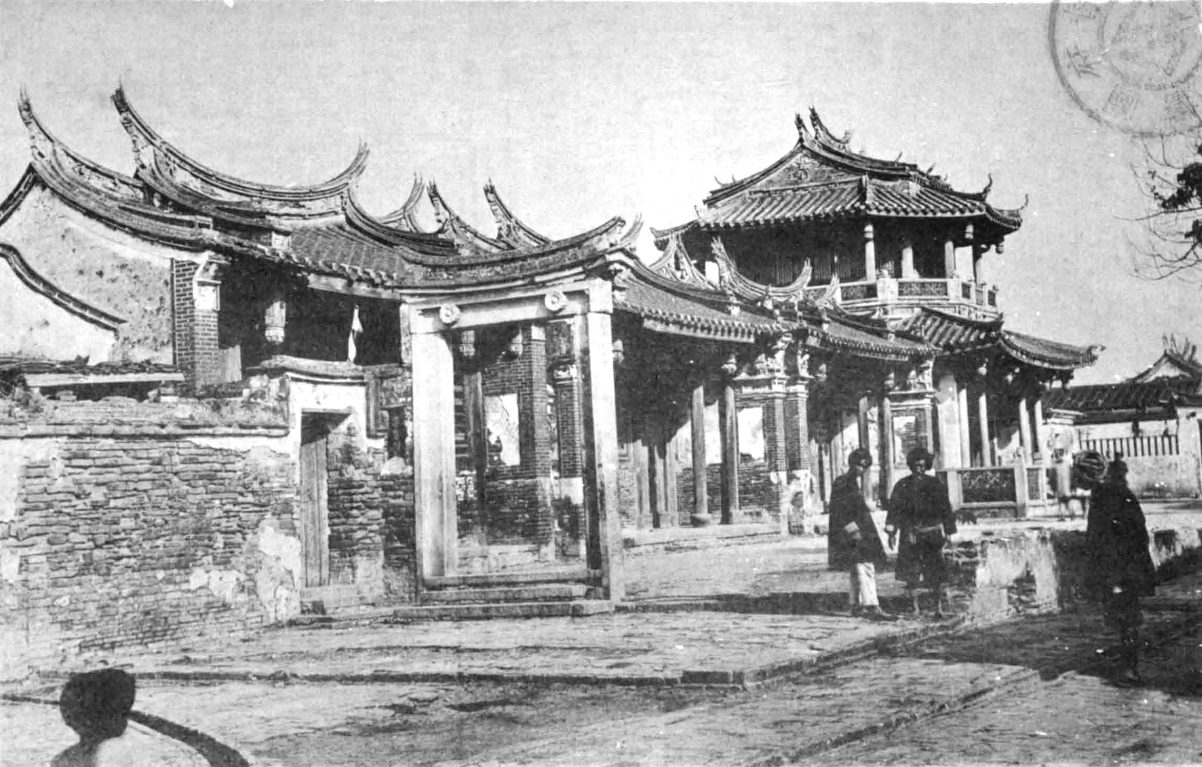
日治初期的海東書院

海東書院是清代位在臺灣府城內的書院，設於清康熙五十九年（1720年），後來一度荒廢，乾隆五年（1740年）重建後具有准儒學的地位，由府學教授授課，後來有「全臺文教領袖」之稱。此外該座書院的學田是首座由民間所捐設者，而最早捐學田給海東書院者是施士安。

## 沿革
海東書院最初是由臺廈道梁文煊於康熙五十九年（1720年）所建，位置在寧南坊學宮（臺南孔廟）西邊，即今天忠義國小校內（靠府前路部分）。康熙六十一年（1722年）臺廈道陳大輦重整之，立下課士規程，但不久書院便改為歲科二試考棚使用。乾隆四年（1739年）巡臺御史單德謨在東安坊縣學宮左邊興建考院（校士院），而此時的海東書院幾乎荒廢。乾隆五年（1740年）臺灣道劉良璧重修，巡臺御史楊二酉奏請仿照直省書院事例由府學教授當任書院老師，選諸生肄業其中，故海東書院具準儒學之地位，初任主講是薛士中。楊二酉為此撰有〈海東書院記〉，稱其可與福州鰲峰書院並峙，他並為書院題有「海天雲漢」匾。而劉良璧則為書院制定「明大義、端學則、務實學、崇經史、正文體、慎交遊」的學規六則。
乾隆十五年（1750年）臺灣縣署遷到今赤崁樓旁，海東書院則被知府方邦基與知縣魯鼎梅乃改至東安坊舊縣署，舊址改設崇文書院。乾隆十七年（1752年）歲科校士改至道署舉行，校士院因而閒置，後來乾隆二十七年（1762年）時巡道覺羅四明整修校士院，將海東書院再遷到此地，並從中國大陸聘請師資，制定「端士習、重師友、立課程、敦實行、看書理、正文體、崇詩學、習舉業」的學規八則。
乾隆三十年（1765年）在知府蔣允焄捐俸與清廷撥款下，又於寧南坊學宮西邊重建海東書院，但與初址有別。此次重建於春仲動工，歷時四個月，而新建的書院寬三十丈（約75公尺），長八十丈（約200公尺），方位坐北朝南，建有一百多間書齋，設有五子祠、祿位祠等。之後書院於嘉慶十九年（1814年）、道光七年（1824年）亦重修過，之後又屢有整修。
進入日治時期後，海東書院在明治三十年（1897年）已傾圮，而日治初期曾充作守備工兵第二中隊營房，後來由臺南廳接管改設臺南第一公學校分校，而後拆毀。此處在1919年4月8日設立了「台南第三公學校」，之後在1928年4月更名為「末廣公學校」，然後在1932年9月往南遷到進學國小現址，舊校舍在之後被規劃作為臺南神社外苑，建有臺南武德殿、台南神社休憩所等設施。二戰後，1946年9月，「臺南市立初級中學」（今大成國中）創立於此，並在1953年與臺南市「逢甲國民學校」換地，成為現址的忠義國小。